# Selenato di sodio
Il selenato di sodio è un sale dell'acido selenico.
Viene addizionato ai fertilizzanti per arricchire le coltivazioni in selenio.